# Bembidion brachythorax
Bembidion brachythorax är en skalbaggsart som beskrevs av Carl Hildebrand Lindroth. Bembidion brachythorax ingår i släktet Bembidion och familjen jordlöpare. Inga underarter finns listade i Catalogue of Life.